# 舍别尔塔市镇
舍别尔塔市镇（俄语：Шебертинское муниципальное образование）是俄罗斯联邦伊尔库茨克州下乌金斯克区所属的一个市镇。其下辖有个居民点，行政中心为舍别尔塔。据2016年统计，该市镇的人口为1804人。